# Paragryllodes ceylonicus
Paragryllodes ceylonicus är en insektsart som först beskrevs av Lucien Chopard 1936.  Paragryllodes ceylonicus ingår i släktet Paragryllodes och familjen syrsor. Inga underarter finns listade i Catalogue of Life.